# Liviu Mănduc
Liviu Ion Mănduc (n. 15 septembrie 1909, Viștea de Sus – d. 1999) a fost un inginer român, întemeietor, profesor și decan al Facultății de Electromecanică din Cluj (1963 - 1964), întemeietor și prim decan al Facultății de Electrotehnică din Cluj (1964 - 1972).

## Biografie
Liviu Mănduc s-a născut în satul Viștea de Sus din Țara Făgărașului la data de 15 septembrie 1909. Școala elementară o termină în comuna Racovița, Sibiu și în perioada 1919 - 1927 urmează cursurile Liceului Gheorghe Lazăr din Sibiu. Se înscrie, apoi, la Facultatea de Mecanică și Electricitate a Institutului Politehnic din București, unde obține în anul 1940 o diplomă de inginer electrician. După terminarea facultății, se angajează ca inginer la uzinele de armament din cadrul Uzinei Mecanice Mârșa (județul Sibiu). În anul 1943 este încorporat și pleacă pe frontul celui de al doilea război mondial unde cade prizonier până la sfârșitul acestuia.
Revine în țară și anul 1947 îl găsește pe Liviu Mănduc în postura de Inginer șef la SETA SA Sibiu, ulterior la IRE Sibiu și Cluj (1948) după care se transferă ca inginer șef la Electromontaj București. În anul 1951, Liviu Mănduc, devine ministru adjunct și Director general al energiei electrice în cadrul Ministerului Energiei Electrice și Electrotehnicii. De asemenea Liviu Mănduc are calitatea de șef al delegației României la Comisia Economică pentru Europa și expert de pe lângă ONU, la Geneva între anii 1954 - 1957. În perioada 1951 - 1960 face parte din Comisia guvernamentală pentru electrificarea României și din 1970 este membru al Comisiei de Stat de analiză a sistemului energetic național.
Profesional, activitatea sa se leagă de perioada 1953 - 1957, când Liviu Mănduc conducea intreprinderea Electromontaj Cluj, ulterior devenind directorul IRE Cluj (1957 - 1962). Această ultimă funcție o părăsește  pentru a deveni cadru didactic la Institutul Politehnic din Cluj, avand dorința expresă de a înființa o facultate de profil electric în această localitate. Acest deziderat l-a înfăptuit în anul 1960 când înființează Facultatea de Electromecanică și în 1964 Facultatea de Electrotehnică, Liviu Mănduc stabilind și o performanță unică, aceea de a îndeplini funcția de decan la două facultăți, la Electromecanică (1963 - 1964) și la cea de Electrotehnică (1964 - 1972), unde a fost primul decan al facultății. La Facultatea de Electrotehnică a fost titularul catedrei de "Producerea, transportul și distribuția energiei electrice".

## Caracterizări
- Liviu Mănduc despre el însuși:

„Am fost inginer șef la Intreprinderea de Electricitate Sibiu, Inginer șef la Intreprinderea de Rețele Electrice Cluj și inginer șef la Trustul Electromontaj... În 1957 am fost numit director la Întreprinderea de Rețele Electrice Cluj, funcție pe care am îndeplinit-o până în 1962 cțnd am fost transferat ca profesor la Institutul Politehnic din Cluj... Am avut mari greutăți în privința pregătirii personalului, la nivelul cerințelor și în acest sens am muncit învățând și am învățat muncind, deoarece trebuia să pregătim electricieni pentru executarea, întreținerea și exploatarea înstalațiilor electrice... Am contribuit la începerea amenajării și valorificării potențialului hidroenergetic al râului Someșul Cald.”
- Dorin Chiorean, Director Hidroelectrica S.A., Sucursala Hidrocentrale Cluj:

„Profesorul universitar ing. Liviu Mănduc avea o mare prestanță ca decan și lăsa o impresie deosebită la curs. Am făcut proiectul de diplomă cu Dânsul. A ținut mult la proiectul Amenajarea hidroenergetică a râului Someșul Cald și a înființat Întreprinderea Energoreparații.”
- Mihai Abrudean, Prorector Universitatea Tehnică din Cluj:

„Sprijin total pentru bustul profesorului Liviu Mănduc. Zece oameni de bine se vor găsi în România pentru această acțiune. Îmi amintesc momentul repartizării absolvenților Electromecanică. Ministerul Învățământului a stabilit prioritatea la repartizare a absolvenților căsătoriți și familiști. Știți ce a făcut Domnul Profesor Liviu Mănduc? A venit dimineața și a introdus întâi în sala de repartizare absolvenții clasați pe primele 5 locuri. Apoi a spus celorlalți absolvenți care îndeplineau criteriile Ministerului Învățământului: Solicitați orice post doriți, dacă nu este revendicat de cei 5 absolvenți cu note mari. Ca decan eu nu am dreptul să procedez altfel.”
- Virgil Maier, Catedra de Electroenergetică, UT, Cluj:

„Profesorul Liviu Mănduc era un om deosebit, cu dragoste pentru sectorul de producere a energiei electrice. A fost foarte devotat Facultății de electromecanică și a manifestat susținere și sprijin pentru promovarea cadrelor didactice. La cursul de Centrale și rețele a explicat cu pasiune cum s-au dezvoltat diferite obiective energetice în România.”

## Comemorări
- Sala unde a funcționat Decanatul Facultății de Electromecanică a primit numele de „Amfiteatrul Liviu Manduc Primul decan al Facultății de Electrotehnică (1964 - 1972)”.
- În data 1 iunie 2010 un comitet de inițiativă din cadrul Facultății de Electroenergetică din Cluj au demarat o inițiativă pentru executarea unui bust din care să-l reprezinte pe profesorul Liviu Mănduc. Bustul urmează a fi executat de către artistul plastic clujean Radu Marcel Moraru și va avea o dimensiune de circa 50 cm. Fondurile necesare realizarii acestui demers se colecteaza exclusiv prin subscripție publică. Acest proiect are aprobarea Rectorului Universității Tehnice din Cluj, Radu Munteanu, cu nr. 19585 / 7 august 2008.[4]

„Trebuie mers înainte! Ideea este importantă! Pentru mine omul acesta a fost un model de corectitudine și de cinste. Mai faceți o tură cu subscripțiile. Sunt cap de Listă pentru turnarea în bronz a bustului Liviu Mănduc.”—Mihai Abrudean, Prorector Universitatea Tehnică din Cluj
- De asemenea se dorește editarea unui volum omagial „Profesor ing. Liviu Mănduc”, în care să se includă cuvântul rectorului UT-Cluj, opiniile profesorilor, a absolvenților, colaboratorilor, un Curriculum vitae și fotografii.
- În plus, se va realiza o placă comemorativă cu decanii semicentenarului 1960 - 2010 din cadrul Facultății de Inginerie Electrică și anume:[5]

1. 1964 - 1972 - Profesor ing. Liviu Mănduc
2. 1972 - 1976 - Profesor dr. ing. Marius Hăngănuț
3. 1976 - 1984 - Profesor dr. ing. Arpad Kelemen
4. 1984 - 1990 - Conferențiar dr. ing. Roman Morar
5. 1990 - Șef lucr. ing. Victor Popescu
6. 1990 - 2004 - Profesor dr. ing. Radu Munteanu
7. 2004 - # - Profesor dr. ing. Radu Ciupa

Comitetul de inițiativă este format din: Radu Munteanu (Rector UT - Cluj - Napocaa), Radu Ciupa (Decan Facultatea de Inginerie Electrică), Roman Morar (profesor), Vasile Iancu (profesor), Virgil Maier (profesor), Alexandru Iuga (profesor) și Cornel Suciu (Director General Electromontaj Cluj).

## Lucrări de specialitate

### Manuale
- Gheorghe Alexandru Catană, Liviu Mănduc, Zoltan Kovacs - Management industrial : Note și studii de caz, Institutul Politehnic Cluj-Napoca, Cluj-Napoca, 1991[6]

### Articole publicate în reviste naționale de specialitate
- H. Zdrenghea, Lelia Feștilă, Liviu Mănduc - Metodologie și algoritm de calcul privind dimensionarea și alegerea aparatajului rețelelor de alimentare cu energie electrică a marilor consumatori industriali, Bul. St. UTC-N., nr. 17 1974, pp. 62–63

### Lucrări științifice comunicate
- H Zdrenghea, Lelia Feștilă, Liviu Mănduc - Considerații privind sinteza sistemelor automate. Metodologie și algoritm de calcul al rețelelor radiale. Ses. St. IP Cluj-Napoca, 1974